# Janina Warunek
Janina Warunek, po mężu Bielewicz (ur. 6 czerwca 1971 w Kolbuszowej) – polska sprinterka, mistrzyni i reprezentantka Polski.

## Kariera sportowa
Była zawodniczką FKS Stal Mielec i od 1990 AZS-AWF Kraków. Jest absolwentką Akademii Wychowania Fizycznego im. Bronisława Czecha w Krakowie.
Na mistrzostwach Polski seniorek wywalczyła cztery medale, w tym złoto w sztafecie 4 x 100 m w 1996, brązowy medal w sztafecie 4 x 400 m w 1993 oraz brązowe medale w sztafecie 4 x 100 m w 1994 i 1995. Indywidualnie trzykrotnie zajmowała 4. miejsce (w 1995 na 200 metrów, w 1996 na 100 i 200 metrów). W 1995 została halową mistrzynią Polski seniorek w biegu na 60 m.
Reprezentowała Polskę na zawodach pierwszej ligi Pucharu Europy w 1996, gdzie zajęła 3. miejsce w sztafecie 4 x 100 m.
Rekordy życiowe:
- 100 m: 11,83 (28.05.1994)
- 200 m: 24,27 (7.07.1995)